# Discografia de Ashley Tisdale
A carreira musical de Ashley Tisdale, consiste de dois álbuns de estúdio, quatro trilhas sonoras, um DVD, dois EPs, nove videoclipes, sete singles, e sete singles promocionais.
Tisdale ficou mundialmente famosa ao interpretar Sharpay Evans na série de filmes musicais produzidos pela Disney, High School Musical. Com as canções "What I've Been Looking For" e "Bob to the Top", ela se tornou a primeira artista feminina a estrear com duas canções na Billboard Hot 100, simultaneamente. Depois do sucesso do primeiro filme, Ashley iniciou a sua carreira musical solo, duas gravadoras entraram na disputa por ela: a Warner Bros. Records e a Hollywood Records (que cuida da carreira musical dos atores da Disney). Após algum tempo de negociação, ela optou pela Warner.
O seu álbum de estúdio de estreia, Headstrong, foi lançado em 6 de Fevereiro de 2007, estreou em 5º lugar na Billboard 200, vendendo 64 mil cópias em sua primeira semana. O álbum chegou a marca de 500 mil unidades em território americano, e recebeu o certificado de disco de ouro pela RIAA, também recebeu certificados de ouro na Argentina, Irlanda e Brasil. O álbum teve quatro singles: "Be Good to Me" (2006), "He Said She Said" (2007), "Not Like That" (2008), e "Suddenly" (2008), dos quais, os dois primeiros entraram na Billboard Hot 100, atingindo os números oitenta, e cinquenta e oito, respectivamente. "He Said She Said" recebeu o certificado de disco de ouro pela RIAA, por vendas superiores a 500 mil cópias nos Estados Unidos.
O seu segundo álbum de estúdio, Guilty Pleasure, lançado mundialmente a 11 de Junho de 2009, estreou em 12ª posição da Billboard 200, vendendo 25 mil cópias em sua semana de lançamento. Alcançou a sétima colocação na Austrália, a nona na Alemanha e na Espanha, a décima segunda na Suíça, e a décima quinta no Canadá. O álbum gerou dois singles: "It's Alright, It's OK" (2009), e "Crank It Up". O primeiro teve um desempenho moderado, chegando na 99ª posição nos Estados Unidos. O segundo single foi lançado apenas em alguns países. Em 2018 Ashley anunciou que está em uma nova gravadora a "Big Noise" e está trabalhando em seu terceiro álbum de estúdio, que se chama "Symptoms", e está previsto para ser lançado no mesmo ano.

## Álbuns

### Álbuns de estúdio
| Headstrong - Lançamento: 6 de Fevereiro de 2007 - Editora: Warner Bros. Records - Formatos: CD, download digital     | 5  | 33 | 80 | 21 | —  | — | 16 | 22 | 98 | 155 | - : Ouro - : Ouro - : Ouro - : Ouro |
| Guilty Pleasure - Lançamento: 11 de Junho de 2009 - Gravadora: Warner Bros. Records - Formatos: CD, download digital | 12 | 9  | —  | 7  | 15 | 9 | 30 | 27 | 12 | 130 |                                     |
| Symptoms - Lançamento: 3 de Maio de 2019 - Gravadora: Big Noise - CD, download digital, streaming                    |    |    |    |    |    |   |    |    |    |     |                                     |
| "—" denota itens que não entraram nas tabelas ou não foram lançados no território.                                   |    |    |    |    |    |   |    |    |    |     |                                     |

### Extended Plays (EPs)
| Detalhes do álbum |
| --- |
| Walmart Soundcheck - Lançamento: 04 de Agosto de 2009 - Gravadora: Warner Bros. Records - Formato: download digital          |
| Music Sessions, Vol.1 - Lançamento: 16 de Fevereiro de 2018 - Gravadora: Independente - Formato: Streaming, download digital |

### Trilha Sonora
| Detalhes do Álbum |
| --- |
| High School Musical - Lançamento: 20 de Janeiro de 2006 - Gravadora: Walt Disney Records - Formatos: CD, download digital         |
| High School Musical 2 - Lançamento: 14 de Agosto de 2007 - Gravadora: Walt Disney Records - Formatos: CD, download digital        |
| High School Musical 3 - Lançamento: 21 de Outubro de 2008 - Gravadora: Walt Disney Records - Formatos: CD, download digital       |
| Sharpay's Fabulous Adventure - Lançamento: 19 de Abril de 2011 - Gravadora: Walt Disney Records - Formatos: CD, download digital, |

## Singles
| Ano                                                                          | Canção                  | Melhores Posições nos Charts | Melhores Posições nos Charts | Melhores Posições nos Charts | Melhores Posições nos Charts | Melhores Posições nos Charts | Melhores Posições nos Charts | Melhores Posições nos Charts | Melhores Posições nos Charts | Melhores Posições nos Charts | Melhores Posições nos Charts | Melhores Posições nos Charts | Certificações                                             |  |
| Ano                                                                          | Canção                  | EUA                          | ALE                          | AUT                          | CAN                          | RC                           | EUR                          | FIN                          | SUI                          | SUE                          | UK                           | Álbum                        | Certificações                                             |  |
| ---------------------------------------------------------------------------- | ----------------------- | ---------------------------- | ---------------------------- | ---------------------------- | ---------------------------- | ---------------------------- | ---------------------------- | ---------------------------- | ---------------------------- | ---------------------------- | ---------------------------- | ---------------------------- | --------------------------------------------------------- |  |
| 2006                                                                         | "Kiss the Girl"         | 81                           | —                            | —                            | —                            | —                            | —                            | —                            | —                            | —                            | 86                           | DisneyMania 5                |                                                           |  |
| 2006                                                                         | "Be Good To Me"         | 80                           | 57                           | 67                           | —                            | —                            | —                            | —                            | —                            | —                            | —                            | Headstrong                   |                                                           |  |
| 2007                                                                         | "He Said She Said"      | 58                           | 17                           | 21                           | 62                           | —                            | 65                           | —                            | —                            | —                            | 155                          | Headstrong                   | : Ouro (RIAA)                                             |  |
| 2008                                                                         | "Not Like That"         | 40                           | 20                           | 31                           | —                            | 58                           | 68                           | —                            | 27                           | —                            | —                            | Headstrong                   |                                                           |  |
| 2008                                                                         | "Suddenly"              | —                            | 45                           | —                            | —                            | —                            | —                            | —                            | —                            | —                            | —                            | Headstrong                   |                                                           |  |
| 2009                                                                         | "It's Alright, It's Ok" | 99                           | 12                           | 5                            | 74                           | 37                           | 38                           | 20                           | 30                           | 38                           | 104                          | Guilty Pleasure              |                                                           |  |
| 2009                                                                         | "Crank It Up"           | —                            | 19                           | 22                           | —                            | —                            | 66                           | —                            | —                            | —                            | —                            | Guilty Pleasure              |                                                           |  |
| 2018                                                                         | "Voices In My Head"     |                              |                              |                              |                              |                              |                              |                              |                              |                              |                              | Symptoms                     |                                                           |  |
| 2018                                                                         | "Love Me & Let Me Go"   |                              |                              |                              |                              |                              |                              |                              |                              |                              |                              | Symptoms                     | rowspan="2" style="text-align:center; font-style:italic;" |  |
| "—" SIngles que não entraram nos charts ou não foram lançados no território. |                         |                              |                              |                              |                              |                              |                              |                              |                              |                              |                              |                              |                                                           |  |

### High School Musical
| Ano                                                                        | Canção                                                             | Melhores Posições nos Charts | Melhores Posições nos Charts | Álbum                              | Certificações |
| Ano                                                                        | Canção                                                             | EUA                          | UK                           | Álbum                              | Certificações |
| -------------------------------------------------------------------------- | ------------------------------------------------------------------ | ---------------------------- | ---------------------------- | ---------------------------------- | ------------- |
| 2006                                                                       | "What I've Been Looking For" (com Lucas Grabeel)                   | 35                           | 155                          | High School Musical                | : Ouro (RIAA) |
| 2006                                                                       | "Bop to the Top" (com Lucas Grabeel)                               | 62                           | 137                          | High School Musical                |               |
| 2006                                                                       | "Stick to the Status Quo" (com o elenco de High School Musical)    | 43                           | 74                           | High School Musical                | : Ouro (RIAA) |
| 2006                                                                       | "We're All in This Together" (com o elenco de High School Musical) | 34                           | 40                           | High School Musical                | : Ouro (RIAA) |
| 2007                                                                       | "What Time Is It?" (com o elenco de High School Musical 2)         | 6                            | 20                           | High School Musical 2              |               |
| 2007                                                                       | "Fabulous" (com Lucas Grabeel)                                     | 76                           | 64                           | High School Musical 2              |               |
| 2007                                                                       | "You Are the Music in Me" (com Zac Efron)                          | —                            | 89                           | High School Musical 2              |               |
| 2008                                                                       | "I Want It All" (com Lucas Grabeel)                                | 113                          | 87                           | High School Musical 3: Senior Year |               |
| 2011                                                                       | "Gonna Shine"                                                      | —                            | —                            | Sharpay's Fabulous Adventure       |               |
| "—" Itens que não entraram nos charts ou não foram lançados no território. |                                                                    |                              |                              |                                    |               |

### Singles Promocionais
| Ano | Canção                                | Melhores Posições nos Charts | Melhores Posições nos Charts | Álbum                       |
| Ano | Canção                                | EUA Bubbling                 | COR                          | Álbum                       |
| --- | ------------------------------------- | ---------------------------- | ---------------------------- | --------------------------- |
| 2006 | "Last Christmas"                      | —                            | 27                           | Disney Channel Holiday      |
| 2007 | "Headstrong"                          | 21                           | —                            | Headstrong                  |
| 2009 | "Masquerade"                          | —                            | 98                           | Guilty Pleasure             |
| 2009 | "Overrated"                           | 3                            | —                            | Guilty Pleasure             |
| 2009 | "What If"                             | 1                            | —                            | Guilty Pleasure             |
| 2013 | "You're Always Here"                  | —                            | —                            | Single não incluso em álbum |
| 2016 | "Still Into You" (feat. Chris French) | —                            | —                            | Music Sessions, Vol.1       |
| "—" Itens que não entraram nos charts ou não foram lançados no território. "Singles Promocionais" que entraram nos charts, resultantes de um lançamento promocional no iTunes Store. |                                       |                              |                              |                             |

## DVD's
| Detalhes do álbum | Melhores Posições nos Charts |
| Detalhes do álbum | EUA                          |
| --- | ---------------------------- |
| There's Something About Ashley - Lançamento: 13 de Novembro de 2007 - Editora: Warner Bros. Records - Formatos: DVD, download digital | 38                           |

## Videografia
| Ano  | Canção                               | Direção             |
| ---- | ------------------------------------ | ------------------- |
| 2006 | "A Dream Is a Wish Your Heart Makes" | Desconhecido        |
| 2006 | "Kiss the Girl"                      | Desconhecido        |
| 2006 | "Be Good to Me"                      | Chris Marrs Piliero |
| 2007 | "He Said She Said"                   | Chris Applebaum     |
| 2008 | "Not Like That"                      | Scott Speer         |
| 2008 | "Suddenly"                           | Scott Speer         |
| 2009 | "It's Alright It's OK"               | Scott Speer         |
| 2009 | "Love Drunk"                         | Scott Speer         |
| 2009 | "Crank It Up"                        | Scott Speer         |
| 2018 | "Voices Voices In My Head"           | Brian Petchers      |
| 2019 | "Love Me & Let Me Go"                |                     |